# Arthur Abele
Pour les articles homonymes, voir Abele (homonymie).
Arthur Abele, né le 30 juillet 1986 à Mutlangen, est un athlète allemand, spécialiste du décathlon. Son ancien club est le TSV Hüttlingen et son nouveau, depuis 2005, est le SSV Ulm.

## Carrière

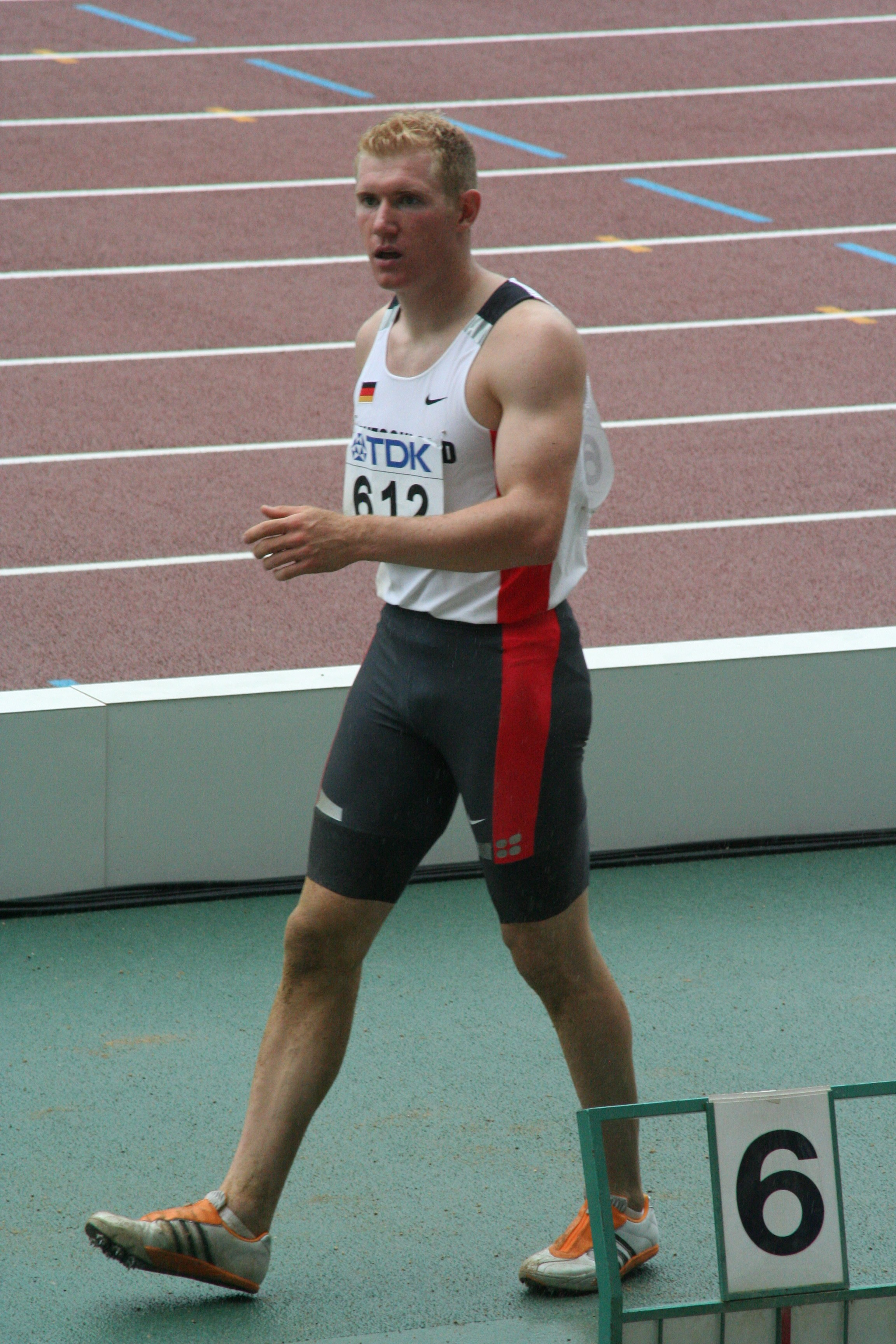
Arthur Abele, 2007.

Il participe aux Championnats du monde juniors en 2004 où il se classe 7e.
Vice-champion d'Europe junior en 2005, le niveau international d'Arthur Abele se réalise en 2014 où il prend une place d'honneur (5e) aux Championnats d'Europe de Zürich avec 8 477 points.
Il fait alors partie d’une génération des très bons décathloniens allemands, comprenant notamment Rico Freimuth (médaillé de bronze aux Championnats du monde 2015) ou Kai Kazmirek, (4e aux Jeux olympiques de Rio), mais auprès desquels il reste souvent dans l’ombre.
En mars 2015, il devient vice-champion d'Europe en salle à Prague avec 6 279 points, nouveau record personnel. Il améliore ses records personnels dans les 7 épreuves.
En 2016, il remporte le Mehrkampf-Meeting Ratingen avec 8 605 points, nouveau record personnel. Il améliore notamment ses meilleures performances au poids (15,76 m), au disque (46,20 m) et au javelot (71,89 m).
Cependant, alors qu'il aurait pu prétendre à un podium, Abele ne se classe que 15e des Jeux olympiques de Rio avec 8 013 points, bien loin du podium (8 666 pour le bronze).
Le 17 juin 2018, il réalise 8 481 points lors du Mehrkampf-Meeting Ratingen, le meilleur résultat d'un Allemand en 2018.
Le 8 août 2018, dans un Stade olympique de Berlin en ébullition, Arthur Abele décroche à 32 ans son premier titre international majeur en s'imposant lors des Championnats d'Europe de Berlin, avec 8 431 points. Il est largement ovationné par le public. Il remporte la médaille d'or devant le Russe Ilya Shkurenyov (8 321 pts) et le Biélorusse Vital Zhuk (8 290 pts).

## Palmarès
| Date | Compétition                           | Lieu                                  | Résultat | Discipline | Points |
| ---- | ------------------------------------- | ------------------------------------- | -------- | ---------- | ------ |
| 2004 | Championnats du monde juniors         | Grosseto                              | 7e       | Décathlon  | 7 224  |
| 2005 | Championnats d'Europe juniors         | Kaunas                                | 2e       | Décathlon  | 7 634  |
| 2007 | Championnats du monde                 | Osaka                                 | 9e       | Décathlon  | 8 243  |
| 2014 | Mehrkampf-Meeting Ratingen            | Ratingen                              | 3e       | Décathlon  | 8 139  |
| 2014 | Championnats d'Europe                 | Zurich                                | 5e       | Décathlon  | 8 477  |
| 2015 | Championnats d'Europe en salle        | Prague                                | 2e       | Heptathlon | 6 279  |
| 2016 | Mehrkampf-Meeting Ratingen            | Ratingen                              | 1er      | Décathlon  | 8 605  |
| 2016 | Jeux olympiques                       | Rio de Janeiro                        | 15e      | Décathlon  | 8 013  |
| 2018 | Mehrkampf-Meeting Ratingen            | Ratingen                              | 1er      | Décathlon  | 8 481  |
| 2018 | Championnats d'Europe                 | Berlin                                | 1er      | Décathlon  | 8 431  |
| 2018 | Décastar                              | Talence                               | 2e       | Décathlon  | 8 310  |
| 2018 | Coupe du monde des épreuves combinées | Coupe du monde des épreuves combinées | 1re      | Déctathlon | 25 222 |

## Records

### Records personnels
| Épreuve           | Performance   | Lieu     | Date            |
| ----------------- | ------------- | -------- | --------------- |
| 100 mètres        | 10 s 67       | Ratingen | 28 juin 2014    |
| Saut en longueur  | 7,57 m        | Götzis   | 28 mai 2016     |
| Lancer du poids   | 15,93 m       | Ratingen | 16 juin 2018    |
| Saut en hauteur   | 2,04 m        | Ratingen | 16 juin 2007    |
| 400 mètres        | 48 s 01       | Berlin   | 7 août 2018     |
| 110 mètres haies  | 13 s 55       | Zurich   | 13 août 2014    |
| Lancer du disque  | 46,20 m       | Ratingen | 26 juin 2016    |
| Saut à la perche  | 5,01 m        | Marbourg | 27 juillet 2014 |
| Lancer du javelot | 71,89 m       | Ratingen | 26 juin 2016    |
| 1 500 mètres      | 4 min 15 s 35 | Ratingen | 22 juin 2008    |
| Décathlon         | 8 605 pts     | Ratingen | 26 juin 2016    |

| Épreuve          | Performance   | Lieu   | Date        |
| ---------------- | ------------- | ------ | ----------- |
| 60 mètres        | 6 s 93        | Prague | 7 mars 2015 |
| Saut en longueur | 7,56 m        | Prague | 7 mars 2015 |
| Lancer du poids  | 15,54 m       | Prague | 7 mars 2015 |
| Saut en hauteur  | 1,92 m        | Prague | 7 mars 2015 |
| 60 mètres haies  | 7 s 67        | Prague | 8 mars 2015 |
| Saut à la perche | 4,90 m        | Prague | 8 mars 2015 |
| 1 000 mètres     | 2 min 35 s 64 | Prague | 8 mars 2015 |
| Heptathlon       | 6 279 pts     | Prague | 8 mars 2015 |